# Siphona flavifrons
Siphona flavifrons là một loài ruồi trong họ Tachinidae.